# نشان پوشکین
نشان پوشکین (روسی: медаль Пушкина) یک نشان دولتی کشور روسیه است که به به شهروندان و خارجیان برای دستاوردهای‌شان در زمینهٔ هنر و فرهنگ، آموزش، علوم انسانی و ادبیات اعطا می‌شود. این نشان افتخار، نامش را از نویسنده و شاعر نامدار روسی الکساندر پوشکین می‌گیرد. این جایزهٔ از ۹ مه ۱۹۹۹ با فرمان ریاست جمهوری شمارهٔ ۵۷۴ روسیه برقرار شد و در ۷ سپتامبر ۲۰۱۰ طی فرمان ریاست جمهوری شمارهٔ ۱۰۹۹ تغییر و بازنگری شد.